# 板橋テクノバレー
板橋テクノバレー（パンギョテクノバレー、朝: 판교테크노밸리、英: Pangyo Techno Valley）は、大韓民国京畿道城南市盆唐区にあるIT研究開発団地である。ソウル中心街の南約20Kmの郊外に位置し、総面積は約66万1千m2である。京畿科学技術振興院に設立された板橋テクノバレー支援団が管理運営業務を行う。

## 沿革
2004年12月30日に実施計画が承認され、2006年4月27日に造成工事着工。2012年7月11日にはR&Dセンターが開所した。“韓国版シリコンバレー”を目指し、近隣には「第2バレー」も計画されている。
2014年10月には城南市野外コンサート換気口崩落事故が発生し16人が死亡した。

## 入居企業
NEXON Korea、ネイバー、アンラボ、Kakaoなど、2013年末の調べでは韓国のIT企業724社が進出し、4万2000人が就業している。

## 交通
- 公共交通機関 - 新盆唐線板橋駅より路線バス[7]
- 道路 - 京釜高速道路板橋インターチェンジ下車